# Václav Dobiás
Václav Dobiás (født 22. september 1909 i Radčice, død 18. maj 1978 i Prag, Tjekkiet) var en tjekkisk komponist, lærer, professor og politiker.
Dobiás studerede komposition på Musikkonservatoriet i Prag hos Josef Bohuslav Foerster, Vítězslav Novák og Alois Hába.
Han har skrevet 3 symfonier, orkesterværker, kammermusik og korværker etc.
Han var professor i komposition på Akademiet for musiske kunster i Prag, hvor han skolede mange af eftertidens tjekkiske og slovakiske komponister. Han var aktiv i den tjekkiske komponistforening og blev senere medlem som politiker i det tjekkiske parlament.

## Udvalgte værker
- Symfoni nr. 1 (1943) - for orkester
- Symfoni nr. 2 (1956/1957) - for orkester
- Kammersymfoni (1933) - for kammerorkester
- Sinfonietta (1946/1962) - for orkester